# 新宮鉄道部
新宮鉄道部（しんぐうてつどうぶ）は、かつて和歌山県新宮市にあった西日本旅客鉄道（JR西日本）の鉄道部である。

## 概要
ローカル線の活性化と効率的な鉄道運営ができるように1990年6月1日から鉄道部制度を導入し、紀勢本線の閑散区間を新宮鉄道部が運営するように改められた。
新宮鉄道部は新宮駅構内にあり、同社の和歌山支社が管轄していた。

### 管轄路線
- 紀勢本線：新宮駅 - 周参見駅間

## 乗務範囲
2010年のダイヤ改正以前は、気動車運転士が在籍していないため、特急「南紀」に限り、新宮駅 - 紀伊勝浦駅間で東海旅客鉄道（JR東海）・伊勢運輸区および紀伊長島駅所属の運転士が会社境界を越えて運転していたが、現在はJR西日本運転士が運転している。
- 運転士
  - 紀勢本線：新宮駅 - 紀伊田辺駅間
- 車掌
  - 特急「くろしお」：新大阪駅 - 新宮駅間

## 歴史
- 1977年（昭和52年）4月1日：新宮機関区・新宮客車区が統合して新宮運転区が発足[1]。新宮機関区紀伊長島支区は新宮運転区紀伊長島支区になる。
- 1984年（昭和59年）2月1日：紀伊長島支区が廃止される[1]。
- 1989年（平成元年）3月11日：新宮運転区と新宮駅乗務員と統合して新宮列車区が発足[2][3]。
- 1990年（平成2年）6月1日：鉄道部制度に伴い、第1次鉄道部として発足[4]。新宮列車区が統合される[5]。
- 年月日不明：管轄範囲が、新宮駅 - 白浜駅（構内のぞく）から新宮駅 - 周参見駅（構内のぞく）に変更[6]
- 年月日不明：この日の組織改正により廃止。支社直轄に移行[7]。